# Онья, Кристиан
Кристиан Андрес Онья Алькосер (исп. Christian Andrés Oña Alcocer; род. 23 января 1993, Сангольки, Пичинча) — эквадорский футболист, атакующий полузащитник клуба «Универсидад Католика».

## Клубная карьера
Онья начал карьеру в клубе «Индепендьенте дель Валье». 14 марта 2010 года в матче против «Макара» он дебютировал в эквадорской Примере. 17 декабря 2013 года в поединке против «Манта» Кристиан забил свой первый гол за «Индепендьенте дель Валье».
В начале 2015 года Онья перешёл в «Депортиво Куэнка». 1 февраля в матче против «Мушук Руна» он дебютировал за новую команду. 9 мая в поединке против «Ривер Эквадор» Кристиан забил свой первый гол за «Депортиво Куэнка».
В начале 2018 года Онья подписал контракт с «Универсидад Католика» из «Кито». 17 февраля в матче против «Барселоны» из Гуаякиль он за новую команду.

## Международная карьера
В 2011 году Онья завоевал бронзовую медаль на молодёжном чемпионате Южной Америки в Перу. На турнире он сыграл в матчах против команд Аргентины, Уругвая, Парагвая, Боливии, Чили и дважды против Колумбии и Бразилии.
В том же году Онья принял участие в молодёжном чемпионате мира в Колумбии. На турнире он сыграл в матчах против сборных Австралии и Испании.
В 2013 году Кристиан во второй раз принял участие в молодёжном чемпионате Южной Америки в Аргентине. На турнире он сыграл в матчах против команд Уругвая, Чили, Колумбии, Бразилии, Парагвая и дважды Перу.